# Capacidad del proceso
Un proceso es una combinación única de herramientas, métodos, materiales y personal dedicados a la labor de producir un resultado medible; por ejemplo una línea de producción para el ensamble de puertas de vehículos. Todos los procesos tienen una variabilidad estadística inherente que puede evaluarse por medio de métodos estadísticos.
La Capacidad del proceso es una propiedad medible de un proceso que puede calcularse por medio del índice de capacidad del proceso (ej. Cpk o Cpm) o del índice de prestación del proceso (ej. Ppk o Ppm). El resultado de esta medición suele representarse con un histograma que permite calcular cuantos componentes serán producidos fuera de los límites establecidos en la especificación. 
La capacidad del proceso se utiliza también según la ISO 15504 trata de las bases del management y de la definición de procesos en una organización.
La capacidad del proceso puede subdividirse en: 1) Medición la variabilidad del proceso y 2) Contrastar la variabilidad medida con una tolerancia o especificación predefinida.

## Medición del proceso
El resultado de un proceso suele tener, al menos, una o más características medibles que se usan para especificar el resultado. Estas pueden analizarse de forma estadística, si los datos del resultado muestran una distribución normal. Solo entonces tiene sentido buscar un valor intermedio y una desviación estándar.
Se debe establecer un proceso con un control del proceso adecuado. Un análisis del diagrama del proceso se usa para determinar si el proceso está bajo control estadístico. Si el proceso no está bajo control estadístico entonces no tiene sentido hacer cálculos sobre su capacidad. La capacidad del proceso solo involucra una variación de causa común y no variación de causa especial.
Una serie de datos se deben obtener a partir del resultado del proceso. Cuantos más datos se incluyan más preciso será el resultado, sin embargo, a partir de 17 mediciones ya es posible hacer las primeras estimaciones. Estas deberían incluir la variedad normal de las condiciones de producción, los materiales y el personal que forman parte del proceso. Con un producto manufacturado es común incluir en las mediciones, al menos, 3 series de producción diferentes, incluyendo el inicio.
El promedio del proceso y la desviación se calculan a partir de las mediciones. Con una distribución normal las colas pueden extenderse mucho más allá de las desviaciones de más/menos 3 veces la desviación estándar, pero este intervalo debería contener alrededor del 99.73 % de los resultados de producción. Por ello, para una distribución normal de los datos, la capacidad del proceso a menudo se describe como la relación entre seis desviaciones estándar y la especificación requerida.

## Estudios de capacidad
Después de comprobar que el proceso está bajo control, el siguiente paso es saber si es un proceso capaz, es decir, si cumple con las especificaciones técnicas deseadas, o lo que es lo mismo, comprobar si el proceso cumple el objetivo funcional.
Se espera que el resultado de un proceso cumpla con los requerimientos o las tolerancias que ha establecido el cliente. El departamento de ingeniería puede llevar a cabo un estudio sobre la capacidad del proceso para determinar en que medida el proceso cumple con las expectativas.
La habilidad de un proceso para cumplir con la especificación puede expresarse con un solo número, el índice de capacidad del proceso o puede calcularse a partir de los gráficos de control. En cualquier caso es necesario tomar las mediciones necesarias para que el departamento de ingeniera tenga la certeza de que el proceso es estable, y que la media y variabilidad de este se pueden calcular con seguridad. El control de proceso estadístico define técnicas para diferenciar de manera adecuada entre procesos estables, procesos cuyo promedio se desvía poco a poco y procesos con una variabilidad cada vez mayor. Los índices de capacidad del proceso son solo significativos en caso de que el proceso sea estable (sometidos a un control estadístico).
Para las tecnologías de la información, el estándar ISO 15504 especifica unas bases de la medición de la capacidad del proceso para calcular la capacidad de este. Estas bases consisten en 6 niveles diferentes, desde 0 (proceso no ejecutado) hasta 5 (proceso optimizador). Estas bases se han generalizado para su aplicación a procesos ajenos a las tecnologías de la información. Actualmente hay dos modelos de referencia del proceso abarcando la programación y los sistemas. El Capability Maturity Model  (al español modelo de la madurez de la capacidad) también sigue estas pautas en su última versión (CMMI continuous).

## Ratios de capacidad
Estimar la capacidad de un proceso se resume en estimar σ. La estimación de σ se puede hacer mediante diferentes herramientas:
- Histogramas
- Gráficos de probabilidad
- Gráficos de control.

El mercado (clientes) establece las tolerancias que debe cumplir el producto. Un producto fabricado fuera de esas tolerancias se considerará un producto sin la calidad requerida, es decir, defectuoso. 
Es importante no confundir los dos conceptos anteriores. Las tolerancias son los requerimientos técnicos para que el producto sea admisible para su uso, siendo establecidos por el cliente, el fabricante o alguna norma; mientras que la capacidad es una característica estadística del proceso que elabora dicho producto.
Para relacionar ambos conceptos se define el índice de capacidad Cp como el cociente entre el rango de tolerancias del proceso y la capacidad (intervalo natural de variación) del mismo:

{\displaystyle C_{p}={\frac {\text{Intervalo de tolerancias}}{\text{Capacidad}}}={\frac {USL-LSL}{6\sigma }}}

Siendo:
- USL: Límite superior de la especificación.
- LSL: Límite inferior de la especificación.

Como normalmente en una aplicación práctica la desviación σ es desconocida el índice de capacidad se estima a partir de la estimación de σ, empleando para ello la desviación estándar muestral S o el rango R:

{\displaystyle \sigma _{estimado}={\frac {R}{d_{2}}}={\frac {S}{C_{4}}}}

Donde d2 y C4 son dos constantes.
Resultados posibles de Cp:
- Cp > 1 -> se dice que el proceso es capaz, pues prácticamente todos los artículos que produzca estarán dentro de las tolerancias requeridas.
- CP = 1 -> habrá que vigilar muy de cerca el proceso, pues cualquier pequeño desajuste provocará que los artículos no sean aceptables.
- CP < 1 -> se dice que el proceso no es capaz.

También se pueden calcular los índices de capacidad para especificaciones unilaterales:

{\displaystyle {\begin{aligned}C_{pu}&={\frac {USL-\mu }{3\sigma }}\quad \mathrm {(solo\;especificaci{\acute {o}}n\;superior)} \\C_{pl}&={\frac {\mu -LSL}{3\sigma }}\quad \mathrm {(solo\;especificaci{\acute {o}}n\;inferior)} \end{aligned}}}

Destacar que el índice de capacidad Cp es una forma cuantitativa simple para expresar la capacidad de un proceso, pero no tiene en cuenta el centrado del proceso, es decir, no toma en cuenta dónde se localiza la media del proceso respecto a las especificaciones. Cp mide simplemente la extensión de las especificaciones en comparación con la dispersión seis sigma.
Se define el índice CPk para tener en cuenta el centrado del proceso:

{\displaystyle C_{pk}=\min(C_{pu},C_{pl})\,\!}

La magnitud de Cpk respecto Cp es una medida directa de cuan apartado del centro está operando el proceso:
- Cp = Cpk -> proceso centrado en el punto medio de las especificaciones.
- Cp > Cpk -> proceso descentrado.

Sin embargo Cpk sólo sigue siendo una medida inadecuada del centrado del proceso, ya que para cualquier valor fijo de µ en el intervalo de LSL a USL Cpk depende inversamente de σ y se hace grande cuando σ tiende a cero. Esta característica puede hacer inadecuado a Cpk, por eso se define un nuevo índice de capacidad apto para indicar el centrado del proceso Cpm:

{\displaystyle C_{pm}={\frac {C_{p}}{\sqrt {1+\xi ^{2}}}}\quad {\text{siendo }}\xi ={\frac {\mu -T}{\sigma }}}

## Relación entre el análisis de capacidad y la selección de procesos
El estudio de capacidad en los procesos de fabricación además de comparar la variabilidad del proceso con las tolerancias demandadas por el cliente persigue otros objetivos relacionados con la selección de procesos, como son:
- Tomar decisiones en el rediseño de procesos.
- Evaluar procesos.
- Comparar procesos o proveedores.

En los procesos de fabricación la totalidad de los elementos geométricos de una pieza no son producidos por un único proceso, sino que requieren de una secuencia de procesos simples, por lo que resulta necesaria la combinación de varios procesos. Por ello, lo más económico es aprovechar al máximo la capacidad de un proceso inicial de fabricación y darle a la pieza el máximo de atributos en una sola fase, aunque luego debamos completar con otros procesos y operaciones.
Siguiendo esta línea para aprovechar al máximo la capacidad se perseguirá obtener el caso óptimo donde los límites de tolerancia natural del proceso se encuentren dentro de los límites de especificación del producto. De esta manera nos aseguramos que toda la producción cumplirá con las especificaciones.
Por último, es necesario mantener una consistencia entre tolerancia/capacidad/coste de fabricación ya que por ejemplo carece de sentido asignar tolerancias que no puedan obtenerse con las capacidades de los procesos y equipos de fabricación, con las técnicas y equipos de medida y con los procesos de regulación y control establecidos.